# سيريو
نهر  سيريو يجري في لومبارديا بين مدينة بيرغامو ومدينة كريمونا.